# Дернова (деревня)
Дернова — деревня в Шатровском районе Курганской области. Входит в состав Изъедугинского сельсовета.

## История
До 1917 года в составе Мехонской волости Шадринского уезда Пермской губернии. По данным на 1926 год состояла из 133 хозяйств. В административном отношении входила в состав Изъедугинского сельсовета Мехонского района Шадринского округа Уральской области.

## Население
| 1989 | 2002 | 2010 |
| ---- | ---- | ---- |
| 149  | ↘44  | ↘9   |

По данным переписи 1926 года в деревне проживал 681 человек (334 мужчины и 347 женщин), в том числе: русские составляли 100 % населения.